# Belun (cràter)
Belun és un cràter sobre la superfície del planeta nan Ceres, situat amb el sistema de coordenades planetocèntriques a -31.51 ° de latitud nord i 358.85 ° de longitud est. Fa un diàmetre de 36.04 km. El nom va ser fet oficial per la UAI el 15 d'octubre del 2015 i fa referència a Belun, deïtat dels camps belarús.